# Sobolów (gromada)
Sobolów – dawna gromada, czyli najmniejsza jednostka podziału terytorialnego Polskiej Rzeczypospolitej Ludowej w latach 1954–1972.
Gromady, z gromadzkimi radami narodowymi (GRN) jako organami władzy najniższego stopnia na wsi, funkcjonowały od reformy reorganizującej administrację wiejską przeprowadzonej jesienią 1954 do momentu ich zniesienia z dniem 1 stycznia 1973, tym samym wypierając organizację gminną w latach 1954–1972.
Gromadę Sobolów z siedzibą GRN w Sobolowie utworzono – jako jedną z 8759 gromad na obszarze Polski – w powiecie bocheńskim w woj. krakowskim, na mocy uchwały nr 18/IV/54 WRN w Krakowie z dnia 6 października 1954. W skład jednostki weszły obszary dotychczasowych gromad Sobolów i Kamyk ze zniesionej gminy Łapanów, Chrostowa ze zniesionej gminy Niegowić oraz Grabina ze zniesionej gminy Bochnia w tymże powiecie. Dla gromady ustalono 16 członków gromadzkiej rady narodowej.
30 czerwca 1960 do gromady Sobolów przyłączono wsie Stradomka i Buczyna ze zniesionej gromady Stradomka.
Gromadę zniesiono 31 grudnia 1961, a jej obszar włączono do gromad Książnice (wieś Stradomka), Zawada (wsie Sobolów, Buczyna i Grabina) i Łapanów (wsie Kamyk i Chrostowa).